# Борисово (Бокситогорский район)
Борисово — деревня в Большедворском сельском поселении Бокситогорского района Ленинградской области.

## История
БОРИСОВО — деревня Труфановского общества, прихода Озерского погоста. 

Крестьянских дворов — 12. Строений — 19, в том числе жилых — 17.

Число жителей по семейным спискам 1879 г.: 37 м. п., 42 ж. п.; по приходским сведениям 1879 г.: 37 м. п., 37 ж. п.

В конце XIX века — начале XX века деревня административно относилась к Деревской волости 5-го земского участка 3-го стана Тихвинского уезда Новгородской губернии.

БОРИСОВО — деревня Труфановского общества, дворов — 22, жилых домов — 26, число жителей: 44 м. п., 45 ж. п.
 
Занятия жителей — земледелие. Колодец. (1910 год)

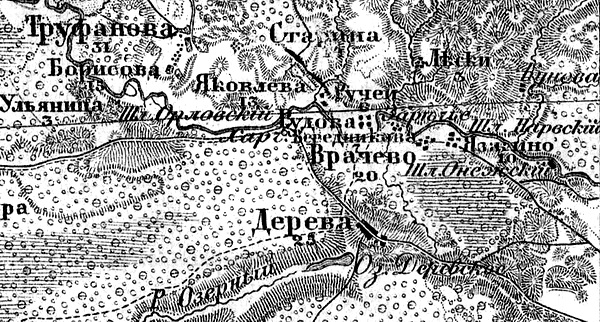
Деревня Борисово на карте 1913 года

Согласно карте Новгородской губернии 1913 года, деревня называлась Борисова и насчитывала 13 крестьянских дворов.
С 1917 по 1918 год деревня входила в состав Деревской волости Тихвинского уезда Новгородской губернии.
С 1918 года, в составе Череповецкой губернии.
С 1924 года, в составе Пикалёвской волости.
С 1927 года, в составе Труфановского сельсовета Пикалёвского района.
В 1928 году население деревни составляло 100 человек.
С 1932 года, в составе Ефимовского района.
По данным 1933 года деревня Борисово входила в состав Труфановского сельсовета Ефимовского района.
С 1938 года, в составе Тихвинского района.
С 1952 года, в составе Бокситогорского района.
С 1963 года, вновь составе Тихвинского района.
С 1965 года вновь в составе Бокситогорского района. В 1965 году население деревни составляло 40 человек.
По данным 1966 и 1973 годов деревня Борисово также входила в состав Труфановского сельсовета Бокситогорского района.
По данным 1990 года деревня Борисово входила в состав Большедворского сельсовета.
В 1997 году в деревне Борисово Большедворской волости проживали 9 человек, в 2002 году — 4 человека (все русские).
В 2007 году в деревне Борисово Большедворского СП проживали 2 человека, в 2010 году — 6.

## География
Деревня расположена в северо-западной части района к северу от автодороги 41К-035 (Большой Двор — Самойлово).
Расстояние до административного центра поселения — 24 км.
Расстояние до ближайшей железнодорожной станции Большой Двор — 28 км.
Деревня находится на правом берегу реки Тихвинка.

## Демография
| 1997 | 2002 | 2007 | 2010 | 2017 |
| ---- | ---- | ---- | ---- | ---- |
| 9    | ↘4   | ↘2   | ↗6   | ↗10  |